# Fitofag

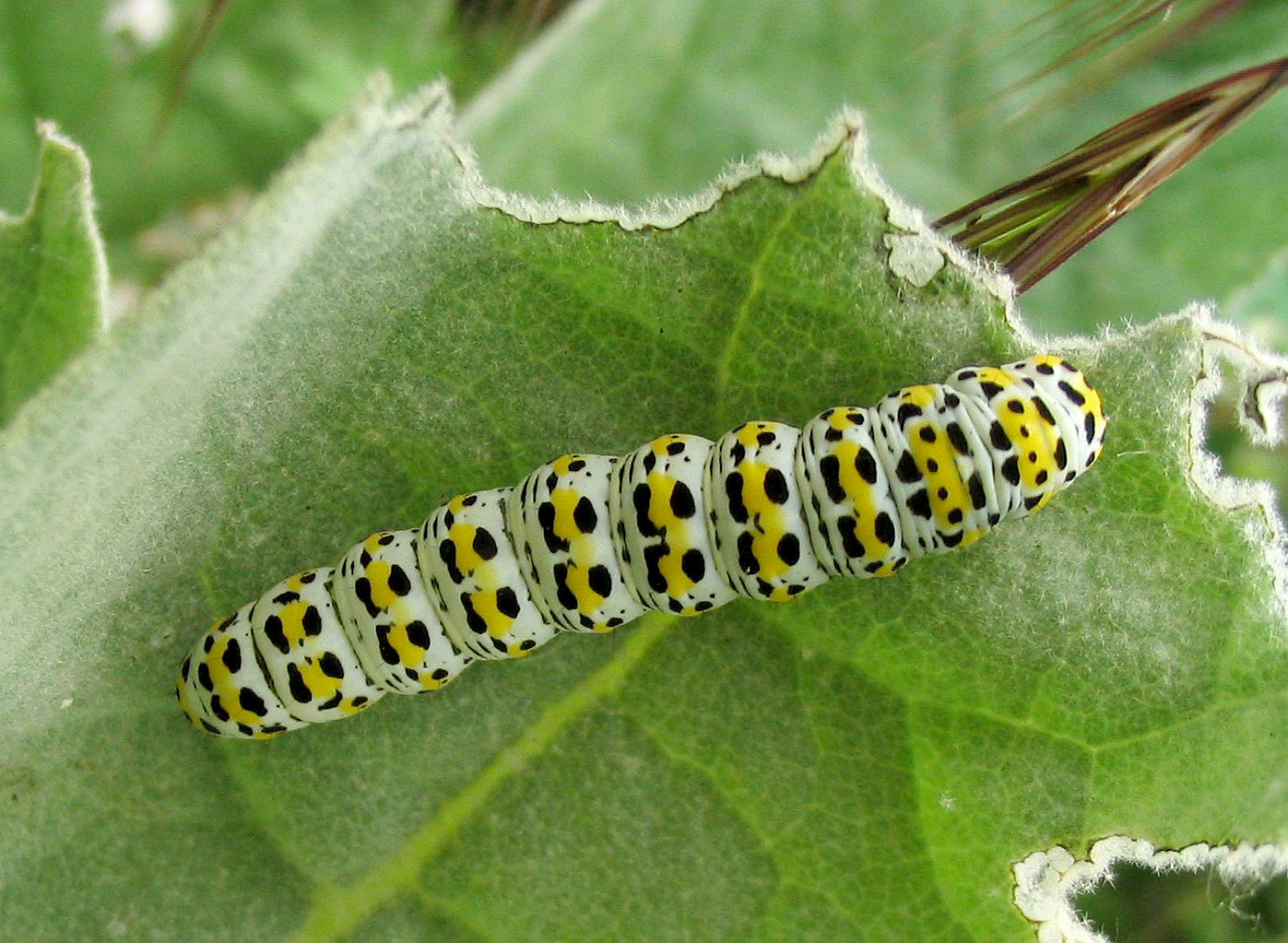
Gąsienica kapturnicy dziewannówki jest fitofagiem

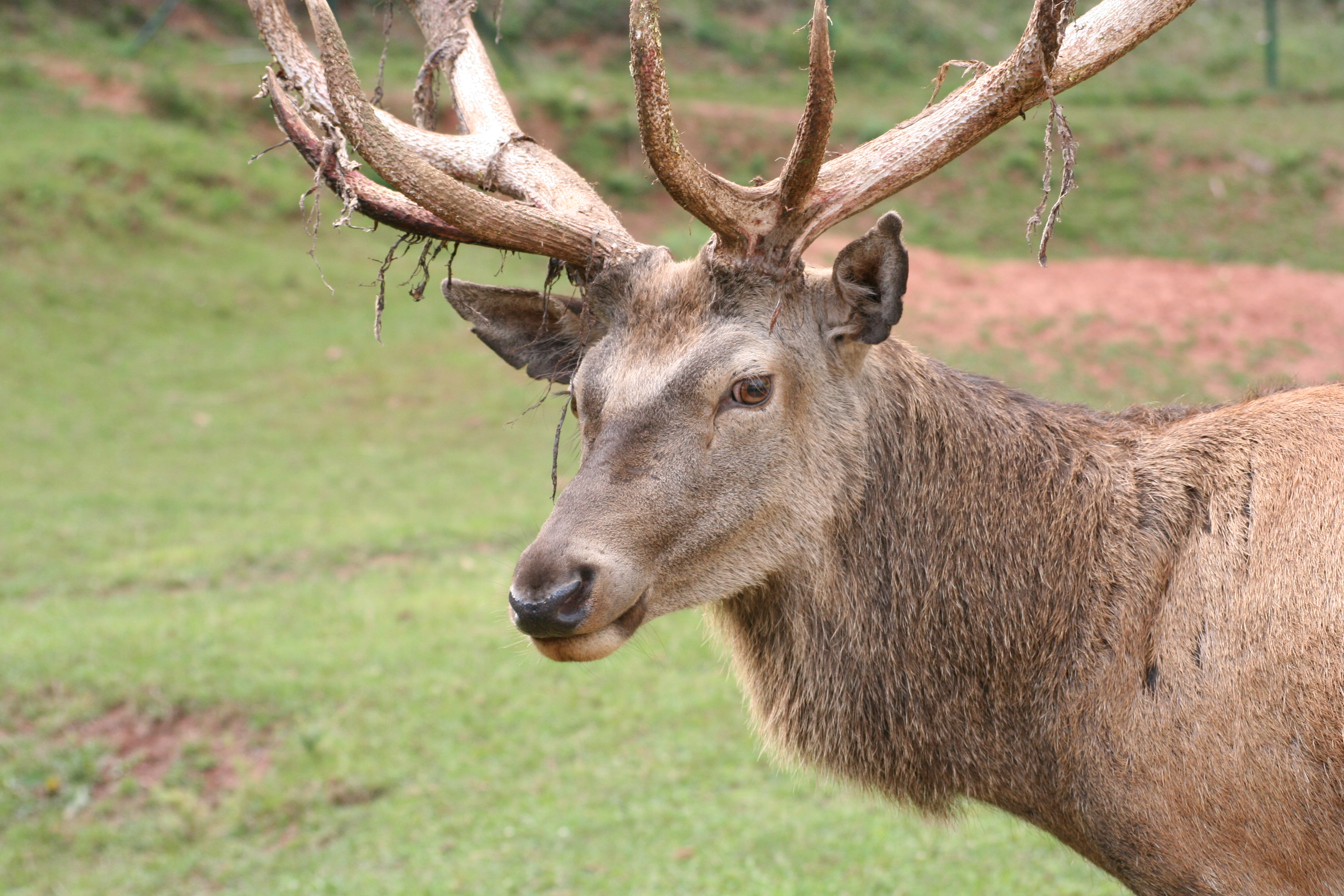
Jeleń – inny przykład roślinożercy

Fitofag (gr. phytón – roślina, phageín – jeść), roślinożerca – organizm roślinożerny, odżywiający się roślinami lub częściami roślin (w tym przechowywanymi przez ludzi nasionami, owocami i suszem). 
W ekosystemie roślinożercy stanowią pierwszy poziom konsumentów. Termin roślinożerca może odnosić się do pojedynczego organizmu, konkretnego gatunku (charakteryzuje formę odżywiania gatunku jak i jego rolę w ekosystemie), jak również może odnosić się do grupy gatunków o wspólnej cesze ekologicznej (roślinożerność). Do fitofagów należą m.in. przeżuwacze, wiele gatunków owadów, nicieni i pasożytniczych grzybów.
Roślinożerność (fitofagia) to sposób odżywiania się (pobierania pokarmu), polegający na zjadaniu roślin. Z reguły polega na zjadaniu roślin (spasanie) bez ich uśmiercania, jak u przeżuwaczy, ale prowadzić może także tak jak w drapieżnictwie do śmierci rośliny. Jest jedną z podstawowych form odżywiania się, istotną dla funkcjonowania ekosystemu. W przyrodzie występuje wiele różnorodnych przystosowań konsumentów do roślinożerności.
Roślinożerca zjadając części roślin obniża ich dostosowanie. Dobór naturalny doprowadził do wytworzenia przez rośliny mechanizmów obronnych, takich jak kolce, włoski parzące, związki trujące, np. alkaloidy, glikozydy i inne oraz do powstania odpowiednich przystosowań u roślinożerców. Większość roślinożerców lądowych nie trawi celulozy, stanowiącej znaczną część biomasy roślin i dlatego żyje w symbiozie z bakteriami i protistami (np. przeżuwacze, termity), które są do tego zdolne. W takim przypadku pokarmem roślinożercy w rzeczywistości są przede wszystkim ciała tych mikroskopijnych symbiontów.
Ze względu na odżywianie się różnymi częściami roślinnymi wyróżnia się np.:
- foliofagi – żerujące na liściach,
- melitofagi – zjadające pyłek,
- kambiofagi – żywiące się tkanką kambium,
- ksylofagi – odżywiają się drewnem.

W entomologii fitofagi (łac. phytophaga) dzieli się na:
- phytobiophaga – zjadające wyłącznie żywe rośliny,
- phytonecrophaga – żywiące się obumarłymi roślinami lub ich częściami.

Fitofagi często są szkodnikami.